# وونوپرازان
وونوپرازان (به انگلیسی: Vonoprazan) که با نام تجاری Takecab و سایر نام‌های تجاری فروخته می‌شود، یک potassium-competitive acid blocker است که در فوریه ۲۰۱۵ برای عرضه در بازار ژاپن تأیید شد.
وونوپرازان به شکل فومارات برای درمان زخم معده (از جمله برخی زخم‌های معده ناشی از دارو) و التهاب مری ریفلاکس استفاده می‌شود و می‌تواند با آنتی‌بیوتیک‌ها برای ریشه کنی هلیکوباکتر پیلوری ترکیب شود.
اشکال ترکیبی این دارو به صورت وونوپرازان با آموکسی‌سیلین و وونوپرازان با آموکسی‌سیلین و کلاریترومایسین برای استفاده پزشکی در ایالات متحده در ماه مه ۲۰۲۲ تأیید شد.
وونوپرازان نام غیراختصاصی بین‌المللی (INN) این دارو است. برای اولین بار نمونه ایرانی این دارو با نام تجاری وپرازان (Voprazan) توسط شرکت دانش بنیان زیست اروند فارمد تولید گشته است. 